# Alfred Hales (homme politique)
Pour les articles homonymes, voir Alfred Hales et Hales.
Alfred Dryden Hales (22 novembre 1909-22 février 1998) est un homme politique canadien de l'Ontario. Il est député fédéral progressiste-conservateur de la circonscription ontarienne de Wellington-Sud de 1957 à 1968 et de Wellington de 1968 à 1974.

## Biographie
Né à Guelph en Ontario, Hales obtient un Bachelor of Science en agriculture de l'Ontario Agricultural College (en) de l'Université de Toronto en 1934. De 1934 à 1935, il joue comme allier centre pour les Argonauts de Toronto,.

## Politique
Après une première tentative pour devenir député fédéral de Wellington-Sud en 1953, il est élu en 1957. Réélu en 1958, 1962, 1963, 1965 et dans Wellington en 1968 et 1972, il ne se représente pas en 1974. Durant sa carrière parlementaire, il introduit régulièrement un projet de loi privé afin de créer un Programme de parrainage entre parlementaires jusqu'à sa création en 1969.
Hales est également conseiller municipal de Guelph en 1955.